# 스티브 하퍼
스티븐 앨런 '스티브' 하퍼(Stephen Alan Harper, 1975년 3월 14일 ~ )는 잉글랜드의 전 축구 선수이다. 포지션은 골키퍼였으며, 현재는 뉴캐슬 유나이티드에서 아카데미 골키퍼 코치로 활약하고 있다.

## 수상 경력
뉴캐슬 유나이티드
- 풋볼 리그 챔피언십: 2009-10